# Ju 322 (航空機)
ユンカース Ju 322
Ju 322の平面図
- 用途：大型輸送グライダー
- 分類：輸送機
- 製造者：ユンカース
- 運用者：ドイツ空軍
- 初飛行：1941年4月
- 生産数：2機
- 運用状況：試作のみ

ユンカース Ju 322 マムート（Junkers Ju 322 Mammut、ドイツ語で「マンモス」の意）は、第二次世界大戦にドイツ空軍で使用されるために試作された輸送グライダーである。
性能が低すぎたため、2機の試作機が製造されただけであった。

## 開発
1940年10月中旬、ドイツ航空省はメッサーシュミット社とユンカース社に、輸送用の大形グライダーの仕様を提示した。航空省の仕様は、兵員100名またはIV号戦車1台、または自走砲1台、または8.8 cm高射砲とハーフトラックや弾薬一式を搭載するというものだった。
ドイツ航空省は貴重なアルミ合金を使用しないよう、メッサーシュミット社に鋼管骨組の機体、ユンカース社に全木製構造の機体の設計を指示した。これに加えて2社には仕様提示から2週間の11月1日に設計案を提出し、100機分の量産の準備を要求するという無理難題を突き付けられた。ユンカース社は全金属製機を初めて製造したことで知られるが、木製機の設計や製造の経験は皆無で、急遽設計チームを編成して締め切り前日の10月31日に設計案を提出した。メッサーシュミット社の設計案はMe 321「ギガント」、ユンカース社の設計案はJu 322「マムート」と命名された。

## 設計
Ju 322の機体は、巨大な主翼が胴体を兼ねた全翼機に近く、後方にブームが伸びて通常の配置の水平、垂直尾翼と方向舵が配置されていた。主翼前縁中央に貨物扉があり、その両側に銃座があった。操縦席は貨物の邪魔にならないように胴体中央左寄りにあり、胴体後部には後上方の銃座があった。
Ju 322は台車に載せられた状態で3機のメッサ―シュミット Bf 110Cに曳航されて滑走し、着陸時には胴体下部主翼両端の橇で着地した。着陸時に前のめりで転覆するのを防ぐため、銃座の下部には転覆防止の車輪が固定された。

## 製造中止
試作機の製造と同時に量産にも突入したJu 322だったが、試作機Ju 322 V1は強度不足という問題に遭遇した。主翼桁の強度試験では、1本目は設計の半分の荷重で、2本目は60%の荷重で折れてしまった。貨物搭載試験では、機内に入れたIV号戦車が機体の床を踏み抜いてしまった。こうして床面を中心に機体の構造を強化した結果、機体の重量は増加する一方でペイロードは減少し、当初20tの予定だったペイロードは最終的に12tまで減少した。木製機の不慣れは量産にも支障をきたし、先行して始まった部材製造では30機分の部材を製造した段階でも接着不良や木材の腐朽といった問題が山積した。設計も紆余曲折があり、台車の車輪の数を16個にするか32個にするかで混乱し、滑走開始と同時に機体が台車から飛び出す問題の解決法や、離陸後の台車を投下するかドラッグシュートで停車させるかなど試行錯誤が続いた。1941年に入りJu 332 V1は巨体を現し始めたが、ユンカースの工場を視察した航空省技術局長エルンスト・ウーデットは、Ju322 V1を見るなり安定性の悪さを危惧した。
1941年3月、Ju 322 V1のために全長5kmの滑走路がメルスブルクの森に用意された。翌4月、開発開始から半年でJu 322 V1は初飛行の日を迎えた。設計より重量が増加した結果、Bf 110Cによる曳航は困難と判断され、初飛行の曳航はユンカース Ju 90に曳航されて初飛行を行った。しかし、ウーデットの不安どおりJu 322 V1は空中で安定せず、曳航するJu 90が逆に引っ張られて機体が下向きになるほどだった。Ju 90が地上と激突する危険があったため、やむを得ずJu 322 V1のパイロットは曳航策を切断、Ju 322はかろうじて着陸に成功した。
着陸したJu 322 V1は、線路までの仮設道路や戦車による牽引を経て、2週間かけて工場まで戻った。Ju 322 V1は、安定性改善のために尾翼を拡大するなどの改良を行い数回の試験飛行を実施したが、Ju 322は既に初飛行に成功していたMe 321と比べて飛行性能も輸送性能も低いままだった。さらに、戦局の悪化で製造に必要な良質な木材の調達も困難になったことから、5月に入りドイツ航空省はJu 322の開発中止を命じた。改良中だったJu 322 V1や98%完成していた2機目のJu 322 V2、製造中の部材は全て解体され、木炭自動車の燃料に転用された。

## 要目
Ju 322 V1
- 全長：30.25 m
- 全幅：62 m
- ペイロード：11,000 kg (24,255 lb)
- 滑空率：1：50
- 武装：7.92 mm機関銃 ×3丁